# Малый Мартын (река)
Малый Мартын — река в России, протекает в Республике Марий Эл. Устье реки находится в 23 км от устья Большой Кокшаги по левому берегу. Длина реки составляет 21 км, площадь водосборного бассейна — 93,7 км².
Исток реки в болотах в 32 км к юго-западу от Йошкар-Олы. Река течёт на юго-запад по ненаселённому лесному массиву. Впадает в Большую Кокшагу восточнее деревни Иван-Беляк. Верховья располагаются в Медведевском районе, остальное течение — в Звениговском.

## Данные водного реестра
По данным государственного водного реестра России относится к Верхневолжскому бассейновому округу, водохозяйственный участок реки — Волга от Чебоксарского гидроузла до города Казань, без рек Свияга и Цивиль, речной подбассейн реки — Волга от впадения Оки до Куйбышевского водохранилища (без бассейна Суры). Речной бассейн реки — (Верхняя) Волга до Куйбышевского водохранилища (без бассейна Оки).
Код объекта в государственном водном реестре — 08010400712112100000992.